# Favorite Song
"Favorite Song" é uma canção da cantora norte-americana Colbie Caillat, sendo escrita pela própria e também por Ryan Tedder, que também produziu a faixa. A canção foi lançada como o terceiro single do seu terceiro álbum de estúdio, All of You. A faixa tem a participação do rapper Common, e é musicalmente, uma música pop que é dirigida por uma guitarra, que inclui elementos de hip-hop e suas letras falam sobre estar apaixonado por alguém e desejando que essa pessoa sinta o mesmo. A música é uma metáfora para querer ser o objeto de afeição de alguém.
A canção recebeu revisões mistas dos críticos especializados em música. Eles elogiaram a faixa dizendo que ela tem uma vibe musical voltada ao verão, mas eles rejeitaram a participação de Common na faixa, além de criticar negativamente o coro da música. Colbie e Common cantaram o single pela primeira vez no programa norte-americano, Ellen Show. O videoclipe da faixa foi lançado em 3 de maio de 2012, através do site Vevo e foi filmado nas praias do distrito de Venice, na cidade de Los Angeles, Califórnia.

## Antecedentes
Em 28 de fevereiro de 2012, Colbie publicou no seu site, informações sobre o seu terceiro álbum de estúdio, All of You que viria a ser lançado cinco meses depois. Ela disse que sempre apreciou a música do rapper Common, e que eles haviam se conhecido na edição do Grammy do ano de 2009 e que depois o havia convidado para participar do coro da faixa. Colbie completou dizendo: "Demorou cerca de um ano para nós começarmos a trabalhar juntos, mas ficou melhor do que nós esperávamos".
Para decidir qual deveria ser o terceiro single do álbum, a gravadora de Colbie, a Universal Republic iniciou em seu site uma enquete, e mais tarde "Favorite Song" foi anunciada como a nova faixa de trabalho. Em 6 de abril de 2012, Colbie e Common cantaram juntos a faixa pela primeira vez, no programa norte-americano, Ellen Show.

## Composição
"Favorite Song" é uma canção de música pop que vem acompanhada com acordes de guitarra, e foi escrito por Colbie Caillat e Ryan Tedder que também produziu a música. A faixa é bastante diferente de outras canções de Colbie, já que tem elementos de hip-hop e conta com a participação do rapper Common. A música é uma metáfora sobre querer ser o objeto de afeição de alguém.

## Videoclipe
O vídeo musical para a canção foi filmado em 29 de março de 2012, em uma praia do condado de Venice, na cidade de Los Angeles, na Califórnia. Neste dia, a cantora publicou uma foto sua e de Common no set das gravações do vídeo. Em entrevista à rádio The Wave, Colbie falou sobre o enredo do vídeo:
| “ | O vídeo tem um conceito muito legal. Common e eu, estamos cantando no telhado de uma casa, com vista para a praia de Venice. Basicamente, a música percorre toda a cidade e a praia. Ela atinge todos e eles começam a cantá-la, e essas pessoas que estão em trajes de banho andando no calçadão ou os caras que estão na pista de skate, todos eles vão em direção da música e chegam até nós no telhado e nos assiste cantando para eles. | ” |

O vídeo estreou em 3 de maio de 2012 no site de vídeos musicais, Vevo.